# Моррис, Томас (политик)
Томас Моррис (англ. Thomas Morris; 3 января 1776 — 7 декабря 1844) — американский политик, сенатор от штата Огайо (1833—1839) и член Демократической партии. На президентских выборах 1844 года был кандидатом на пост вице-президента от антирабовладельческой Партии свободы. Некоторые современники называли Морриса первым сенатором-аболиционистом в истории США.
Моррис родился в 1776 году в округе Беркс в Пенсильвании и был одним из 12 детей в семье. Он рос в бедности и не получил формального образования, но самостоятельно изучил право и поступил в коллегию адвокатов Огайо, после чего стал юристом и добился успехов на этом поприще. В 1806 году Моррис начал политическую карьеру, избравшись в законодательный орган Огайо, в котором проработал более 20 лет на различных должностях. Там он отметился как сторонник улучшения образовательной системы штата и противник практики тюремного заключения за невыплату долгов.
После двух неудачных попыток избраться в Палату представителей США, законодательное собрание Огайо выбрало его сенатором США в 1833 году. В новой должности он стал выступать против рабства и за это был исключён из Демократической партии, а затем не был переизбран на новый срок. В 1844 году Моррис был выдвинут на пост вице-президента США от Партии свободы, выступавшей против рабства вместе с Джеймсом Бирни, выдвинутым на пост президента. Они потерпели поражение, набрав около 2 % голосов.

## Биография
В 1637 году первый представитель рода Моррисов прибыл на американский материк из Англии и поселился в Массачусетсе. Отец Морриса Айзек родился в 1740 году, а мать Рут Хентон — в 1750. Томас Моррис родился 3 января 1776 года в округе Беркс в штате Пенсильвания и был пятым ребенком из двенадцати детей в семье, все из которых: 9 мальчиков и 3 девочки дожили до взрослого возраста. Вскоре Моррисы переехали в город Кларксберг в западной части Виргинии (в настоящее время этот населённый пункт входит в состав штата Западная Виргиния).
Семья жила очень бедно, а Томас с детства работал на семейной ферме и учился читать по семейной Библии и книгам из небольшой библиотеки отца при помощи матери. Рут Хентон происходила из виргинской семьи мелкого плантатора, владевшего 4 рабами, но отказалась от наследства и испытывала ненависть к рабству, которую она передала сыну. Отец большую часть жизни был баптистским проповедником и прожил около 90 лет. Скорее всего, Томас никогда не ходил в школу. Несмотря на это, в своей дальнейшей карьере он использовал свои знания религиозной литературы в публичных выступлениях. После своего 16-летия в 1793 году Моррис присоединился к роте лесных рейнджеров капитана Леви Моргана, патрулировавшей вдоль реки Огайо, чтобы защитить территорию от возможного нападения индейцев.
Моррис покинул семейную ферму в 1795 году и отправиться в небольшую баптистскую общину в Колумбии, находившуюся к западу от Цинциннати, где он вскоре устроился на работу клерком в небольшом продуктовом магазине известного в округе священника и будущего сенатора Джона Смита по рекомендации своего отца. Моррис женился на Рейчел Дэвис, дочери Бенджамина Дэвиса из Кентукки, 19 ноября 1797 года; всего они вырастили 11 детей. В 1800 году Моррис перевез свою молодую семью в Уильямсберг, который вскоре стал центром округа Клермонт и открыл таверну. Однако бизнес Морриса потерпел неудачу, он жил в бедности и в 1802 году он был ненадолго заключён в тюрьму за долги. Моррис покинул Уильямсберг и переехал в Бетел, который тогда был небольшим поселением в лесу. Днём он работал кирпичником, а по вечерам изучал право. Из-за отсутствия системного образования он всё ещё плохо читал, но стремился получить всю доступную литературу своего района, включая такие книги как «Путешествие Пилигрима в Небесную Страну» Джона Беньяна и «Покой святых» Ричарда Бакстера. В 1804 году Моррис был принят в коллегию адвокатов Огайо, сдав экзамен перед комиссией из трёх человек, один из которых, Джон Маклин, впоследствии работал в Верховном суде США, и вскоре стал одним из ведущих юристов южной части штата.
Моррис служил в Палате представителей Огайо в 1806–1807, 1808–1809, 1810–1811 и 1820–1821 годах. Там он присоединился к сторонникам политической философии абсолютного законодательного превосходства и неоднократно вносил законопроекты, запрещающие практику тюремного заключения за долги. В 1809 году он служил судьей Верховного суда Огайо. Позже Моррис пять раз избирался в Сенат Огайо от Клермонта. Всего он представлял округ в обеих палатах законодательного собрания штата около 24 лет.
Моррис внёс большой вклад в создание системы школ Огайо и поддерживал введение дополнительных налогов для улучшения образовательных возможностей для жителей штата, но столкнулся с серьёзным сопротивлением и однажды даже проиграл выборы из-за этого, хотя в целом выступал против высоких налогов. Он считал торговлю спиртным моральным злом и голосовал за установление максимально возможной цены за лицензию на торговлю такой продукцией; также Моррис выступал против лотерей. Политик был ярым сторонником англо-американской войны и написал резолюцию, принятую законодательным собранием штата, в которой от имени Огайо обещал федеральному правительству поддержку «в энергичной поддержке настоящей справедливой и необходимой войны, пока не будет достигнут безопасный и почетный мир». Моррис был едва ли не единственным видным политиком Огайо, выступавшим против строительства каналов в штате в рамках «внутренних улучшений», так как считал их непрактичными для развития штата. В следующие десятилетия в Огайо было построено много железных дорог, а каналы оказались ненужными.
Моррис неудачно баллотировался в Палату представителей США в 1826 от первого округа Огайо, набрав 18% и в 1832 от пятого округа, набрав 30%. Моррис поддерживал Эндрю Джексона на выборах 1828 года и во время кризиса нуллификации.
В ноябре 1832 года Генеральная Ассамблея Огайо собралась на совместную сессию в декабре и 54 голосами против 49 избрала Морриса в Сенат США на замену Бенджамину Рагглзу. Будучи сенатором, Моррис выступал против Второго Банка США и вступил в спор с известным политиком из Южной Каролины и лидером нуллификаторов Джоном Кэлхуном, не согласившись с его мнением о том, что США было конфедерацией отдельных и независимых государств, каждое из которых имело право на отделение. По мнению Морриса, Конституция была «принята и ратифицирована единым голосом народа» и была высшим законом. Также он выступил против предложения Кэлхуна о запрете рассылки «подстрекательских» материалов по почте, под которыми имелись в виду аболиционистские брошюры, отправляемые аболиционистами на юг. Его действия застали врасплох других сенаторов, так как политик нарушил негласное правило Сената о воздержании от дебатов по вопросу рабства и ранее не был замечен в публичных выступлениях против этого «специфического института», как его называли южане. С этого момента Моррис включился в антирабовладельческое движение: он присутствовал на учредительном собрании Общества борьбы с рабством округа Клермонт, но не вступил в него. Одновременно демократические газеты и руководство партии стали относится к нему хуже или игнорировать его деятельность.
В 24-ом Конгрессе он возглавлял комитет по внесённым законопроектам, а в 25-ом — комитет по пенсиям. В 1838 году он был исключён из демократической партии за свои антирабовладельческие взгляды.

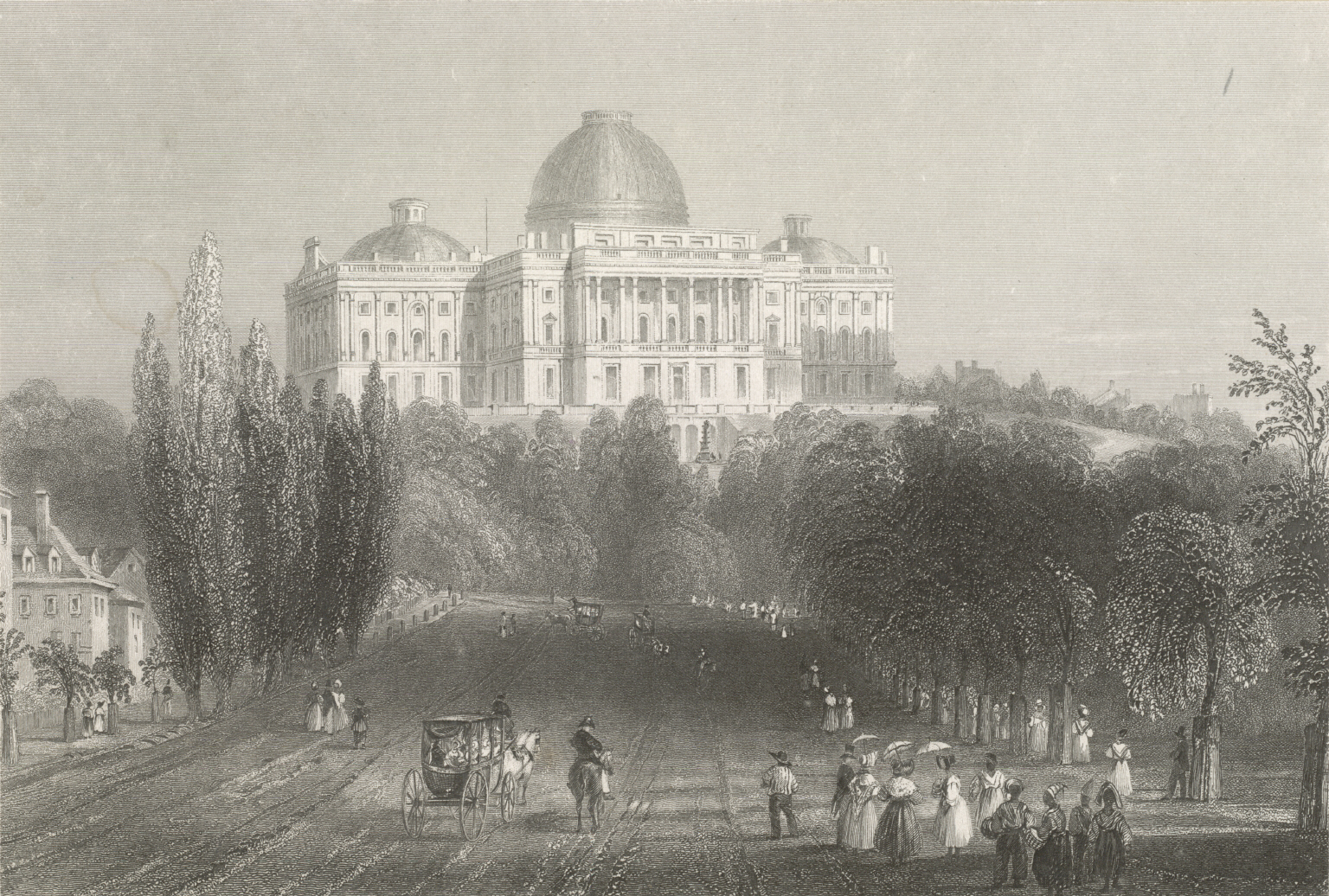
Капитолий США в 1830-х годах.

В 1836 году по инициативе Американского общества борьбы с рабством в Конгресс стали массово поступать петиции от жителей разных штатов с просьбами отменить или ограничить рабство. Хотя основные дебаты по этому вопросу были сосредоточены в Палате представителей, в Сенат также поступали обращения граждан. 7 февраля 1839 года Генри Клей выступил с речью, в которой призвал перестать вести агитацию против рабства и высказался против приёма петиций аболиционистов, хотя сам представлял послания сторонников рабства. Моррис был недоволен его словами, но решил подождать пока какой-нибудь другой сенатор ответит ему. Когда стало понятно, что этого не произойдёт, 9 февраля Моррис вышел к трибуне и выступил с явно антирабовладельческой речью, закончив её словами «ради того, чтобы все были в безопасности, я заключаю, что негры ещё будут свободны». Политик хорошо понимал, что эта речь фактически означает завершение его политической карьеры и сказал, что не знает, «будет ли его голос когда-либо звучать в этом зале».
В конце срока Морриса как сенатора он получил письмо от Джесси Гранта, отца будущего президента Улисса Гранта, в котором он просил способствовать зачислению сына в военную академию Уэст-Пойнт. Политик передал письмо в военное министерство, из которого пришёл ответ, что Улисс может быть зачислен только по предложению Томаса Хамера, представителя округа, в котором жил Грант в Конгрессе, что и было сделано.
После речи Морриса в Сенате как виги, так и демократы были в большинстве настроены против него. Законодательное собрание штата попыталось отправить политика в отставку, но не успело этого сделать, так как его срок и без этого подходил к концу. На следующем съезде штата Морриса освистали и не дали ему возможности выступить. Его преемником в Сенате был избран Бенджамин Тэппен, который был другом политика и к концу своего срока также стал склоняться к антирабовладельческим взглядам. Однажды Моррису предложили выступить в здании суда в Дейтона, но он едва смог скрыться от разъярённой толпы, которая пыталась его атаковать, а когда не смогла этого сделать, набросилась на врача, который предоставил ему приют и разгромила афроамериканский квартал округа Монтгомери. Несмотря на это, политик стал героем в глазах аболиционистов и получил похвалу в их газетах. Некоторые современники называли его первым аболиционистским сенатором в истории США. Моррис продолжил отстаивать дело отмены рабства и присоединился к Салмону Чейзу для работы над делами о беглых рабах.
На съезде Партии свободы в 1843 году Моррис был выдвинут на пост вице-президента на предстоящих выборах 1844 года вместе с Джеймсом Бирни, который был выдвинут на пост президента. Они набрали 2,3% голосов. Чуть больше, чем через месяц после выборов, 7 декабря 1844 года Моррис умер. Он был отцом Исаака Ньютона Морриса, члена Палаты представителей от Иллинойса и Джонатана Дэвида Морриса, члена Палаты представителей от Огайо.

## Наследие
Один из самых известных американских историков и специалистов по гражданской войне Эрик Фонер в своей книге «Свободная земля, свободный труд, свободные люди» (англ. Free Soil, Free Labor, Free Men) утверждал, что Моррис являлся одной из самых значительных фигур в движении против рабства и был «первым политическим мучеником дела борьбы с рабством, когда ему было отказано в переизбрании в Сенат из-за его аболиционистских убеждений»; по его словам, именно Моррис вдохновил Салмона Чейза на политическую организацию против рабовладельцев. В феврале 1859 года в его честь был назван округ Моррис в Канзасе, который до этого назывался Уайз в честь губернатора Виргинии Генри Уайза, руководившего штатом во время рейда Джона Брауна на Харперс-Ферри в конце 1859 года.

### Комментарии
1. ↑  В 1806 году победителем выборов изначально был объявлен Дэвид Брайан, но результаты выборов были оспорены и Палата представителей приняла Морриса в свои ряды[1].

### Статьи
- Swing, James B. Thomas Morris (англ.). — Ohio Archaeological and Historical Quarterly, 1902. — Vol. 10. — P. 352—360.

### Книги
- Earle, Jonathan H. Jacksonian Antislavery and the Politics of Free Soil, 1824-1854 (англ.). — University of North Carolina Press, 2005. — 296 p. — ISBN 9780807875773.
- Middleton, Stephen. The Black Laws: Race and the Legal Process in Early Ohio (англ.). — University of North Carolina Press, 2005. — 363 p. — ISBN 9780821416235.
- Poore, Benjamin Perley; Tiffany, Otis Henry. Life of U.S. Grant (англ.). — Hubbard Bros., 1885. — 736 p.
- History of Clermont County, Ohio With Illustrations and Biographical Sketches of Its Prominent Men and Pioneers (англ.). — McDowell Publications, 1880. — 557 p.

## Дальнейшее чтение
- Morris, Benjamin Franklin. The life of Thomas Morris: pioneer and long a legislator of Ohio, and U. S. senator from 1833 to 1839 (англ.). — Cincinnati, Ohio: Printed by Moore, Wilstach, Keys & Overend, 1856. — 408 p.